# Cruz grega

Cruz grega.

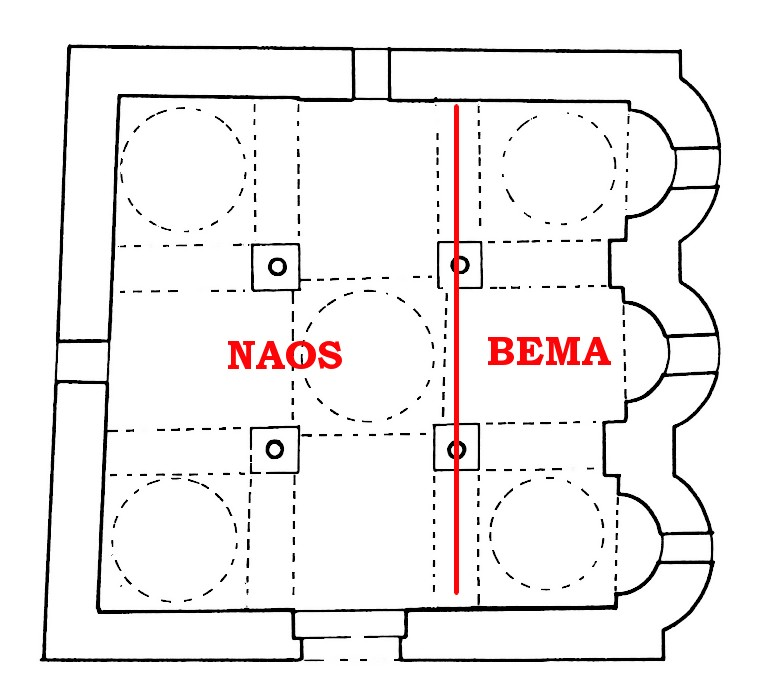
A igreja da planta de cruz inscrita da pequena igreja bizantina Católica de Estilo (Calábria, sul de Itália). Século IX.

A cruz grega ou crux immissa quadrata é uma cruz formada por quatro braços de igual medida que se cruzam num ângulo recto.
Na arquitetura a intersecção da nave e do transepto dá às igrejas uma planta de uma cruz. Falamos de planta em cruz grega para igrejas em que a nave e o transepto têm o mesmo comprimento e se cruzam a meio do seu comprimento. Quando a nave e o transepto têm comprimentos diferentes, fala-se de planta em cruz latina.
É típico da arquitetura bizantina: o protótipo é a já destruída Igreja dos Santos Apóstolos em Constantinopla, posteriormente recriada na Itália durante a Alta Idade Média, mas quase completamente substituída pela cruz latina com o aparecimento da arquitetura românica. Um exemplo famoso de uma igreja em forma de cruz grega de inspiração bizantina é a Basílica de São Marcos em Veneza. Nas igrejas ortodoxas da Europa de Leste, a cruz grega tem sido utilizada desde a Idade Média até aos nossos dias, utilizando o termo cruz em quadrado, cúpula em cruz ou igreja em cruz inscrita (cruz em quadrado e cúpula cruzada em inglês, église à croix inscrite em francês, Kreuzkuppelkirche em alemão, Βυζαντινός ριτόμς) para descrever a sua planta em grego e Крестово-купольный храм em russo). Uma forma particular é a tetraconcha (quatro conchas).